# Saatlı (Rayon)
Saatlı ist ein Rayon in Aserbaidschan. Die Hauptstadt des Bezirks ist die Stadt Saatlı.

## Geografie
Der Bezirk hat eine Fläche von 1180 km². Durch den Rayon fließt der Aras, Saatlı liegt in der Mugansteppe.

## Bevölkerung
Im Rayon leben 110.000 Einwohner (Stand: 2021). 2009 betrug die Einwohnerzahl 92.300 in 41 Siedlungen.

## Wirtschaft
Die Wirtschaft ist landwirtschaftlich geprägt. Es werden vor allem Getreide, Baumwolle und subtropische Früchte angebaut sowie Viehzucht betrieben.

## Kultur
Bei den Dörfern Azakend, Fatalikend, Djafarkhan und Varkhankend liegen archäologische Fundstätten.